# Becky Sauerbrunn
Rebecca Elizabeth Sauerbrunn (Saint Louis, 6 giugno 1985) è un'ex calciatrice statunitense, di ruolo difensore. Ha giocato 219 partite con la maglia della nazionale statunitense, vincendo due volte il campionato mondiale e una medaglia d'oro olimpica ai Giochi di Londra 2012.

## Palmarès

### Club
- National Women's Soccer League: 1

Portland Thorns: 2022
- NWSL Challenge Cup: 1

Portland Thorns: 2021

### Nazionale
- Campionato mondiale femminile di calcio: 2

Canada 2015, Francia 2019
- Oro olimpico: 1

Londra 2012
- Bronzo olimpico: 1

Tokyo 2020
- Algarve Cup: 3

2011, 2013, 2015
- SheBelieves Cup: 4

2016, 2020, 2021, 2022

### Individuali
- All-Star Team

Mondiale under 19 2004